# Broadway the Hard Way
Broadway the Hard Way je koncertní album kytaristy Franka Zappy, poprvé vydané v roce 1988 na LP a v roce 1989 na CD.

## Seznam skladeb
Všechny skladby napsal Frank Zappa, pokud není uvedeno jinak.

### LP

#### Strana 1
1. "Elvis Has Just Left the Building" – 2:24
2. "Planet of the Baritone Women" – 2:48
3. "Any Kind of Pain" – 5:42
4. "Jesus Thinks You're a Jerk" – 9:15

#### Strana 2
1. "Dickie's Such an Asshole" – 6:37
2. "When the Lie's So Big" – 3:38
3. "Rhymin' Man" – 3:51
4. "Promiscuous" – 2:03
5. "The Untouchables" (Nelson Riddle, Zappa) – 3:05

### CD verze
1. "Elvis Has Just Left the Building" – 2:24
2. "Planet of the Baritone Women" – 2:48
3. "Any Kind of Pain" – 5:42
4. "Dickie's Such an Asshole" – 5:45
5. "When the Lie's So Big" – 3:38
6. "Rhymin' Man" – 3:50
7. "Promiscuous" – 2:02
8. "The Untouchables" (Riddle) – 2:26
9. "Why Don't You Like Me?" – 2:57
10. "Bacon Fat" (Andre Williams, Dorothy Brown, Zappa) – 1:29
11. "Stolen Moments" (Oliver Nelson) – 2:57
12. "Murder by Numbers" (Sting, Andy Summers) – 5:37
13. "Jezebel Boy" – 2:27
14. "Outside Now" – 7:49
15. "Hot Plate Heaven at the Green Hotel" – 6:40
16. "What Kind of Girl?" – 3:17
17. "Jesus Thinks You're a Jerk" – 9:15

## Sestava
- Frank Zappa – kytara, zpěv
- Kurt McGettrick – bariton saxofon
- Scott Thunes – baskytara
- Albert Wing – tenor saxofon
- Ed Mann – perkuse
- Chad Wackerman – bicí
- Ike Willis – kytara, zpěv
- Eric Buxton – zpěv
- Paul Carman – alt saxofon
- Walt Fowler – trumpet
- Mike Keneally – syntezátor, zpěv, kytara
- Sting – zpěv v "Murder By Numbers"
- Bruce Fowler – pozoun
- Robert Martin – klávesy, zpěv